# Space Ace
Space Ace es un videojuego LaserDisc producido por Bluth Group, Cinematronics y Advanced Microcomputer Systems (más tarde renombrado como RDI Video Systems). Fue presentado en octubre de 1983, solo cuatro meses después del juego Dragon's Lair, y luego lanzado en la primavera de 1984, y al igual que su predecesor presentaba una animación de calidad de película reproducida desde un laserdisc.
La jugabilidad también es similar, y requiere que el jugador mueva el joystick o presione el botón de disparo en los momentos clave de las secuencias animadas para controlar las acciones del héroe. Sin embargo, la acción del juego fue más variada, y ocasionalmente se le dio al jugador la opción temporal de hacer que el personaje que está controlando se transformara de nuevo a su forma adulta, o permanecer como un niño con diferentes estilos de desafíos.
Don Bluth ha anunciado durante el micromecenazgo de Dragon's Lair: The Movie que está haciendo un cortometraje de Space Ace.

## Jugabilidad
Al igual que con Dragon's Lair, Space Ace se compone de numerosas escenas individuales, que requieren que el jugador mueva el joystick en la dirección correcta o presione el botón de disparo en el momento adecuado para evitar los diversos riesgos que enfrenta Dexter / Ace. Space Ace introdujo algunas mejoras en el juego, más notablemente los niveles de habilidad seleccionables y múltiples caminos a través de varias de las escenas. Al comienzo del juego, el jugador podría seleccionar uno de los tres niveles de habilidad; "Cadete", "Capitán" o "Space Ace" para fácil, medio y difícil respectivamente; solo eligiendo el nivel de habilidad más difícil podría el jugador ver todas las secuencias en el juego (solo alrededor de la mitad de las escenas se juegan en la configuración más fácil). Varias escenas tenían momentos de "elección múltiple" cuando el jugador podía elegir cómo actuar, a veces eligiendo qué camino tomar en un pasaje, o eligiendo si se debía o no reaccionar al mensaje "ENERGIZAR" en pantalla y transformar de regreso a Ace. La mayoría de las escenas también tienen versiones separadas, volteadas horizontalmente. Dexter generalmente progresa a través de las escenas evitando obstáculos y enemigos, pero Ace pasa a la ofensiva, atacando a los enemigos en lugar de huir; aunque Dexter ocasionalmente tiene que usar su pistola contra los enemigos cuando es necesario avanzar. Se puede ver un ejemplo en la primera escena del juego, cuando Dexter escapa de los drones robot de Borf. Si el jugador presiona el botón de disparo en el momento correcto, Dexter se transforma temporalmente en As y puede luchar contra ellos, mientras que si el jugador decide permanecer como Dexter, los ataques de taladro de los robots deben ser esquivados.

## Trama
Space Ace sigue las aventuras del apuesto héroe Dexter, que prefiere ser llamado "Ace". Ace tiene la misión de detener al villano Comandante Borf, que está buscando atacar la Tierra con su "Rayo Infanto" para desamparar a los terrícolas transformándolos en infantes. Al comienzo del juego, Ace es golpeado parcialmente por Infanto Ray, que lo transforma en una versión adolescente de sí mismo, y Borf secuestra a su compañera femenina Kimberly, quien se convierte así en el juego "Damsel in Distress". Depende del jugador guiar a Dexter, la encarnación más joven de Ace, a través de una serie de obstáculos en pos de Borf, para rescatar a Kimberly y evitar que Borf use el Rayo Infanto para conquistar la Tierra. Sin embargo, Dexter tiene un reloj de pulsera que puede opcionalmente permitirle a Dexter "ENERGIZAR" e invertir temporalmente los efectos del Infanto-Ray para convertirlo nuevamente en su ser adulto "Ace" por un corto tiempo, y superar obstáculos más difíciles en un Manera heroica. El modo atraer del juego introduce al jugador a la historia a través de la narración y el diálogo.

## Voces
- Will Finn - Dexter
- Jeff Etter - Ace
- Lorna Cook - Kimberly
- Don Bluth - Borf
- Michael Rye - Narrator

## Desarrollo
La animación para Space Ace fue producida por el mismo equipo que abordó la anterior Guarida del Dragón, dirigida por el ex animador de Disney Don Bluth. Para mantener bajos los costos de producción, el estudio eligió de nuevo a su personal para proporcionar voces para los personajes en lugar de contratar actores (una excepción es Michael Rye, que repite su papel como narrador de la secuencia de atracción, como lo hizo en Dragon's Lair) . Don Bluth mismo proporciona la voz (electrónicamente alterada) del Comandante Borf. En una entrevista sobre el juego, Bluth había declarado que si el estudio hubiera podido permitirse más actores profesionales, pensó que Paul Shenar habría sido más adecuado para el papel de Borf que él mismo. La animación del juego presenta algunos rotoscopios, en los que los modelos fueron construidos con la nave espacial Ace, su motocicleta y el túnel en la secuencia de peleas de perros del juego, luego se filmaron y trazaron para generar animadas imágenes en movimiento con profundidad y perspectiva muy realistas.

### Formato
Space Ace se puso a disposición de los distribuidores en dos formatos diferentes; un gabinete dedicado y un kit de conversión que podría usarse para convertir una copia existente de Dragon's Lair en un juego Space Ace. Las primeras unidades de producción de la primera versión del juego dedicado Space Ace se expidieron en los gabinetes de estilo Dragon's Lair. Las últimas unidades dedicadas Space Ace de la versión 2 se presentaron en un gabinete de estilo invertido diferente. El kit de conversión incluía el LaserDisc Space Ace, las nuevas EPROM que contienen el programa de juego, una placa de circuito adicional para agregar los botones de nivel de habilidad y las ilustraciones de reemplazo para el gabinete. El juego originalmente usó los reproductores de LaserDisc LD-V1000 o PR-7820 de Pioneer, pero ahora existe un juego de adaptadores para permitir que los reproductores de la serie LDP de Sony se usen como reemplazos si el reproductor original ya no es funcional.

## Ports

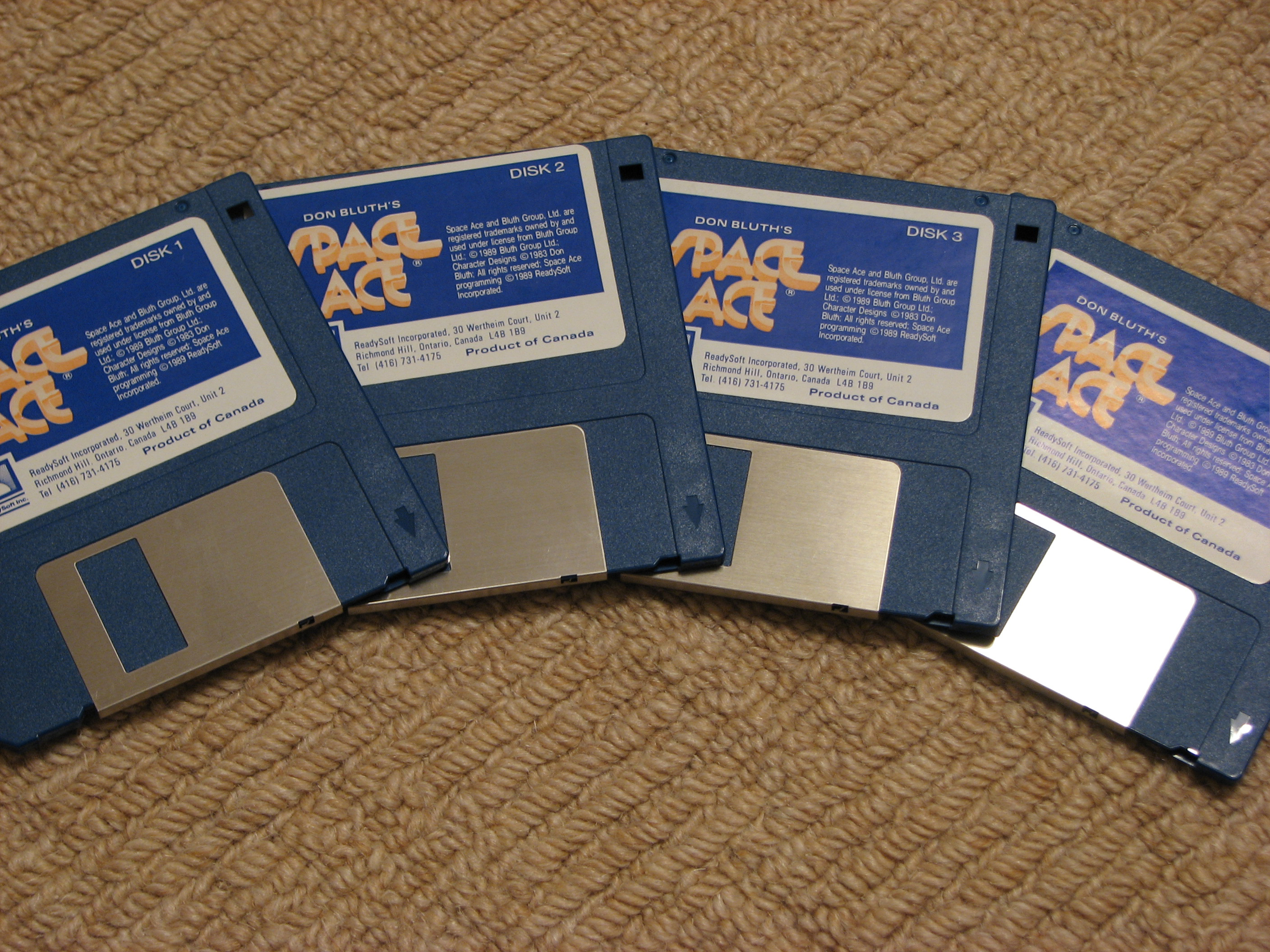
La versión para Atari ST la cual ocupaba 4 disquetes.

Se crearon numerosas versiones de Space Ace para computadoras domésticas y sistemas de juegos, la mayoría de los cuales intentaron imitar los gráficos exuberantes y animados de la versión arcade, con diversos grados de éxito. Una secuela, Space Ace II: Borf's Revenge, fue creada para PC mezclando nuevas animaciones con escenas del juego original que quedaron fuera de la versión para PC debido a los grandes tamaños de archivo. Junto con las versiones basadas en disquetes para Amiga, Apple IIGS y Atari ST, ReadySoft emitió una versión de CD-ROM con video de baja resolución para el Macintosh que conservaba casi todo el contenido del LaserDisc original.
La versión Atari ST del juego que usó 4 disquetes
En 1991, Leland Corporation lanzó una versión ligeramente actualizada de Space Ace en la forma de un kit de conversión para Dragon's Lair II: Time Warp, recientemente lanzado. La versión actualizada agregó movimientos más complicados (incluidos los movimientos diagonales) y redujo los niveles de habilidad más fáciles, lo que significa que solo se podía jugar el nivel "Ace" (difícil).
En 1993, Space Ace fue lanzado para el CD-i de Philips (Compact Disc Interactive). Más tarde fue lanzado en el Sega Mega-CD en 1994.
Space Ace también fue lanzado para la SNES por Absolute Entertainment en 1994. Sin embargo, dado que un cartucho de SNES tiene un almacenamiento limitado, terminó siendo un desplazamiento lateral con niveles basados en las escenas del LaserDisc. Para ver los créditos, el jugador debe obtener un rango "As" en cada nivel, lo que significa que el jugador debe obtener una precisión casi perfecta y recoger los discos en todo el nivel.
El Dragon's Lair Deluxe Pack lanzado por Digital Leisure en 1997 presentaba Space Ace junto con los dos juegos arcade Dragon's Lair. También lanzaron una versión de Space Ace en DVD que se podía reproducir en la mayoría de los reproductores de DVD, aunque carecía de la selección de nivel de habilidad de la versión arcade, y también se jugaba de forma diferente (si el jugador cometía un error en la versión arcade simplemente elegían de nuevo aproximadamente donde lo dejaron, mientras que la versión de DVD obligó al jugador a reproducir toda la escena desde el principio).
DAPHNE, un emulador para juegos basados en LaserDisc, puede emular tanto la versión original como la versión de 1991. DAPHNE requiere que se ejecuten los archivos ROM más el disco láser original. Alternativamente, un flujo de video MPEG-2 y una transmisión de audio Ogg Vorbis pueden sustituirse por el disco láser. Estas secuencias se pueden generar desde el disco láser original o desde el DVD de Digital Leisure.
Al igual que Dragon's Lair, una miniserie de cómics tanto del juego y la versión Sábado Supercade incorporación (como Ace cambiando aleatoriamente en Dexter y hacia atrás, en lugar de "dinamización" de nuevo en As) fue impreso en 2003 por Crossgen Publishing.
En los números de diciembre de 2003 de PlayStation World y Xbox World, se regalaba un disco gratis con la revista que presentaba Space Ace en un lado (acompañado de tráileres para juegos similares) y tráileres para los próximos juegos en el otro .
En mayo de 2009, el juego estuvo disponible en iOS.
En octubre de 2010, Space Ace apareció en Wii como parte de la Trilogía de Dragon's Lair, que también cuenta con las dos primeras entregas. Más tarde se lanzó como DSiWare en América del Norte el 6 de diciembre de 2010 y en la región PAL el 31 de diciembre de 2010.
El 17 de febrero de 2011, Paul Gold of Digital Leisure confirmó que se iba a lanzar un port para PlayStation 3, a través de PlayStation Network (PSN), como lo habían hecho para el videojuego Dragon's Lair. Fue lanzado al PSN la semana del 22 de febrero de 2011.
Un port para Android del juego fue lanzado el 28 de diciembre de 2012 a través de Google Play.
En agosto de 2013, el juego estuvo disponible a través de Steam.
En julio de 2015, Rebecca Heineman lanzó el código fuente de una versión Apple IIGS de ingeniería inversa (que data de 1990) en GitHub.
Hay una conversión vendida en PlayStation Store llamada Dragon's Lair Trilogy que contiene la Dragon's Lair, Dragon's Lair II: Time Warp y Space Ace como un conjunto.

## Recepción
Los cuatro revisores de Electronic Gaming Monthly dieron a la versión de CD-i un 7.75 de 10. La describieron como una conversión "pixel perfecto" del juego de arcade, aunque criticaron que el juego carece de valor de rejugabilidad.
GamePro revisó la versión de SNES, comentando que "los controles incómodos (te caes sin ninguna razón) y los gráficos pixelados (las escenas cortadas, que están destinadas a ser divertidas, son horribles) se combinan para uno de los videos más injugables juegos más injugables". Recomendó que los fanáticos del juego de arcade aguantasen a la versión Sega CD.
Al revisar la versión del Mega*CD, GamePro comentó que desafortunadamente el juego resalta el color del Mega*CD, pero elogió la historia, la voz y la música, y concluyó que "Space Ace es ideal para aficionados a la animación o jugadores que disfrutaron de Dragon's Lair". Un crítico de Next Generation le dio a Mega*CD dos de cinco estrellas. Denunció la historia del juego como "juvenil" y el juego como demasiado limitado: "La única manera de vencer cualquiera de las 13 etapas del juego es repetirlo una y otra vez hasta que tus reacciones sean automáticas. Sin duda podrías entrenar a un mono para que lo haga la misma cosa."
Un crítico de Next Generation le dio a la versión de PC dos de cinco estrellas, comentando que "el clásico LaserDisc de Don Bluth sigue siendo una entretenida caricatura unida a la antítesis de la interactividad ... Space Ace logra salir y sonar casi exactamente como la aventura arcade original, pero al final, eso no es necesariamente algo bueno ".

## En la cultura popular
Una serie de dibujos animados de corta vida basada en Space Ace fue producida en 1984 como parte del bloque de dibujos animados Saturday Supercade (que estaba compuesto por cortos de dibujos animados basados en videojuegos actuales) con Space Ace interpretado por Jim Piper, Dexter con la voz de Sparky Marcus, Kimberly expresado por Nancy Cartwright, y Comandante Borf expresado por Arthur Burghardt. Se produjeron doce episodios de Space Ace. Los episodios se mostraron una vez en Cartoon Network y todavía se muestran a veces como relleno en el bloque Boomeraction de Boomerang.
Samurai Jack hace referencia a Space Ace y a Dragon's Lair en una escena del episodio "Jack and the Farting Dragon". Cuando Jack pregunta qué camino tomar para llegar a la guarida de un dragón, le dicen a la izquierda; cuando pregunta a qué conduce el camino correcto, le dicen a Jack, "Space Ace".
El podcast Rabbits hace referencia a Space Ace como un punto de la trama, junto con varios otros juegos de la misma época.